# لهار ۸۵۳۱۷
سیارک ۸۵۳۱۷ (به انگلیسی: 85317 Lehar، نامگذاری:1995BB16) هشتاد و پنج هزار و سیصد و هفدهمین سیارک کشف شده‌است که در ۳۰ ژانویه ۱۹۹۵ کشف شد.